# Crytea meruensis
Crytea meruensis là một loài tò vò trong họ Ichneumonidae.